# Calciatore dell'anno (Russia)
Il Calciatore russo dell'anno (Футболист года в России) è un premio calcistico assegnato dal quotidiano russo Sport-Express al miglior giocatore militante nella Premjer Liga, la massima serie del campionato russo di calcio.

## Albo d'oro
- 1991 -  Igor' Korneev, CSKA Mosca
- 1992 -  Igor' Ledjachov Spartak Mosca
- 1993 -  Viktor Onopko, Spartak Mosca
- 1994 -  Igor' Simutenkov, Dinamo Mosca
- 1995 -  Il'ja Cymbalar', Spartak Mosca
- 1996 -  Andrej Tichonov, Spartak Mosca
- 1997 -  Dmitrij Aleničev, Spartak Mosca
- 1998 -  Egor Titov, Spartak Mosca
- 1999 -  Aleksej Smertin, Lokomotiv Mosca
- 2000 -  Egor Titov, Spartak Mosca
- 2001 -  Ruslan Nigmatullin, Lokomotiv Mosca
- 2002 -  Dmitrij Los'kov, Lokomotiv Mosca
- 2003 -  Dmitrij Los'kov, Lokomotiv Mosca
- 2004 -  Dmitrij Syčëv, Lokomotiv Mosca
- 2005 -  Daniel Carvalho, CSKA Mosca
- 2006 -  Andrej Aršavin, Zenit San Pietroburgo

- 2007 -  Konstantin Zyrjanov, Zenit San Pietroburgo
- 2008 -  Jurij Žirkov, CSKA Mosca
- 2009 -  Alejandro Domínguez, Rubin
- 2010 -  Danny, Zenit San Pietroburgo
- 2011-12 -  Seydou Doumbia, CSKA Mosca
- 2012-13 -  Igor' Akinfeev, CSKA Mosca
- 2013-14 - non assegnato
- 2014-15 -  Hulk, Zenit San Pietroburgo
- 2015-16 -  Fëdor Smolov, Krasnodar
- 2016-17 -  Fëdor Smolov, Krasnodar
- 2017-18 -  Fëdor Smolov, Krasnodar
- 2018-19 -  Artëm Dzjuba, Zenit San Pietroburgo
- 2019-20 -  Artëm Dzjuba, Zenit San Pietroburgo
- 2020-21 -  Sardar Azmoun, Zenit San Pietroburgo
- 2021-22 -  Claudinho, Zenit San Pietroburgo

## Classifica per giocatori
- Sono inclusi solo i plurivincitori

| Pos. | Giocatore       | Titoli |
| ---- | --------------- | ------ |
| 1    | Fëdor Smolov    | 3      |
| 2    | Egor Titov      | 2      |
| 2    | Dmitrij Los'kov | 2      |
| 2    | Artëm Dzjuba    | 2      |

### Classifica per nazionalità
| Nazione        | Giocatori | Totale |
| -------------- | --------- | ------ |
| Russia         | 18        | 23     |
| Brasile        | 3         | 3      |
| Argentina      | 1         | 1      |
| Portogallo     | 1         | 1      |
| Costa d'Avorio | 1         | 1      |
| Iran           | 1         | 1      |

### Classifica per club
| Club                  | Giocatori | Totale |
| --------------------- | --------- | ------ |
| Zenit San Pietroburgo | 7         | 8      |
| Spartak Mosca         | 6         | 7      |
| Lokomotiv Mosca       | 4         | 5      |
| CSKA Mosca            | 5         | 5      |
| Krasnodar             | 1         | 3      |
| Dinamo Mosca          | 1         | 1      |
| Rubin                 | 1         | 1      |